# 法恩寺 (新宿区)
法恩寺（ほうおんじ）は、東京都新宿区にある顕本法華宗系の単立寺院。

## 歴史
1624年（寛永元年）、常行院日禎によって開山された。元々は現在の千代田区麹町に位置していたが、明暦年間（1655年～1658年）に現在地に移転している。
当寺は「御朱印寺」の格式を持つ格式高い寺院でもあった。
墓地には、領民たちを法華宗に改宗（上総七里法華を参照）させた上総酒井家、幕府の医師だった高島家、狂歌師の二代目絵馬屋額祐、長者園萩雄、書家の西尾東谷の墓がある。

## 交通アクセス
- 四谷三丁目駅3番出口より徒歩6分（経路案内）。